# سرزمین مرکزی (فیلم ۱۹۷۹)
سرزمین مرکزی (انگلیسی: Heartland) فیلمی در ژانر درام به کارگردانی ریچارد پیرس است که در سال ۱۹۷۹ منتشر شد. از بازیگران آن می‌توان به ریپ تورن، کونچتا فرل، بری پریموس، ایمی رایت، و لیلیا اسکالا اشاره کرد. این فیلم در ۱۹۸۰، برنده خرس طلایی از جشنواره فیلم برلین شده است.